# REBOL
REBOL (ang. Relative Expression-Base Object Language) – wieloplatformowy język skryptowy umożliwiający tworzenie aplikacji internetowych. Został zaprojektowany przez Carla Sassenratha.
Język REBOL połączył wiele najistotniejszych cech wcześniej opracowanych języków. Został tak zaprojektowany, że jest językiem kontekstowym i posiada składnię przypominającą naturalny język angielski. Dodatkowo jest językiem symbolicznym i refleksyjnym (jest sam dla siebie metajęzykiem). Łamie powszechnie obowiązujące zasady programowania w innych językach, np. zmienne są zastępowane wyrażeniami, a kod powinien być krótki i efektywny, gdzie proste zadania mają być realizowane przy zastosowaniu prostego kodu.
Tak jak język Lisp, z którego REBOL czerpie wiele koncepcji, posiada dynamiczne typowanie oraz zdolność traktowania kodu źródłowego jako obiektów pierwszej klasy. Wszystkie te cechy języka REBOL pozwalają na wyjątkowo efektywny i mały objętościowo kod. Upraszczając można powiedzieć, że język ten wykorzystuje potencjał tkwiący w samym zapisie kodu programu.

## Przykład
Dla przykładu jednowierszowy program, który czyta tekst z konsoli, a potem wypisuje go wielkimi literami:
```
 print [ uppercase s: ask "napisz coś " ]
```